# مارتین گوسیند
مارتین گوسیند (انگلیسی: Martin Gusinde; ۲۹ اکتبر ۱۸۸۶ – ۱۸ اکتبر ۱۹۶۹) گردشگر، انسان‌شناس، عکاس، و استاد دانشگاه اهل اتریش بود.